# Shō Sumida
Shō Sumida (japanisch 住田 将 Sumida Shō; * 19. August 1999 in der Präfektur Aichi) ist ein japanischer Fußballspieler.

## Karriere
Shō Sumida erlernte das Fußballspielen in der Schulmannschaft der Aomori Yamada High School sowie in der Universitätsmannschaft der Gakugei-Universität Tokio. Von Ende September 2021 bis Saisonende wurde er an den Matsumoto Yamaga FC ausgeliehen. Der Verein aus Matsumoto, einer Stadt in der Präfektur Nagano, spielte in der zweiten japanischen Liga. Während der Ausleihe kam er in Matsumoto nicht zum Einsatz. Am Ende stieg er mit dem Verein in die dritte Liga ab. Nach Ende der Ausleihe wurde Sumida am 1. Februar 2022 von Matsumoto fest unter Vertrag genommen. Sein Drittligadebüt gab Sho Sumida am 20. März 2022 (2. Spieltag) im Auswärtsspiel gegen den Yokohama Sports & Culture Club. Hier stand er in der Startelf und wurde in der 62. Minute gegen Yusuke Kikui ausgewechselt. Yamaga gewann das Spiel 2:1.